# DeAndre Kane
DeAndre Donte Kane (nacido el 10 de junio de 1989 en Pittsburgh, Pensilvania) es un jugador de baloncesto estadounidense que actualmente se encuentra sin equipo. Con 1,96 metros de altura, juega en la posición de base.

## Trayectoria deportiva
El base jugó durante dos años en la Universidad de Marshall, mientras que en el último año universitario formó parte de los Iowa State Cyclones, promediando 17.1 puntos, 6.8 rebotes y 5.9 asistencias.
Tras apuntar a ser elegido en el Draft 2014 finalmente quedó fuera y, aunque tuvo una oportunidad en la Summer League de Las Vegas para Los Angeles Lakers. Sus medias en la Liga de Verano fueron: 5.6 puntos, 2.2 rebotes y 1.8 asistencias y  acabó continuando su carrera en Europa.
Su primera experiencia en Europa fue el Krasny Oktyabr, de la VTB United League rusa. Más tarde jugaría en Bélgica, Alemania e Israel.
En 2016, volvería a la  VTB United League para jugar en las filas del Nizhni Nóvgorod, que anuncia la contratación del alero, procedente del Hapoel Eilat. El acuerdo es por una temporada. Enrolado en las filas del equipo ruso con el que disputaría la Eurocup, en el Top16 disputó los seis encuentros promediando 18 puntos y 7.7 rebotes por partido, llegando a ser MVP en la primera jornada el mes de enero de 2017.
En marzo de 2017, DeAndre refuerza el Real Betis Energía Plus hasta el final de la temporada 2016-17, para intentar sacar al equipo sevillano de los últimos puestos de la clasificación de la Liga ACB.
En verano de 2017 firmó por Maccabi de Tel Aviv en el que estuvo jugando la Euroliga durante dos temporadas, pero en verano de 2019 los israelíes no prolongaron su contrato y Kane se vio abocado a ser agente libre. 
En febrero de 2020 firmó por KK Mega Bemax. y después  por el Peristeri BC de la A1 Ethniki.